# Tapajósvuuroog
De tapajósvuuroog (Pyriglena similis) is een zangvogel uit de familie Thamnophilidae. De soort is afgesplitst van de oostamazonevuuroog (P. leuconotus).

## Verspreiding en leefgebied
De vogel komt voor in het Amazonebekken van Zuid- en Midden-Brazilië.

## Status
De grootte van de populatie is niet gekwantificeerd maar de soort wordt omschreven als algemeen. Op de Rode lijst van de IUCN heeft deze soort de status niet bedreigd.